# Rory's birthday parties
Rory's birthday parties es el 6.º episodio de la serie de televisión norteamericana Gilmore Girls.

## Resumen del episodio
En la cena del viernes, Emily le sugiere a Rory para hacerle una pequeña reunión el siguiente viernes, ya que es su cumpleaños número 16, pero Lorelai no está de acuerdo, puesto que ella quiere que dicha celebración sea el sábado, para así poder hacerle a su hija una fiesta en su casa el mismo día del cumpleaños, el viernes, pero no consigue con la terquedad de su madre, Emily, y de esta forma, Rory va a tener dos fiestas de cumpleaños. Cuando Tristan le muestra la tarjeta de invitación, Rory se molesta pues se entera de que su abuela no le avisó que invitaría a sus compañeros de clase de Chilton, pero no le comenta nada a su madre para que ella no se pelee con Emily, después de que ambas la pasaron muy bien eligiendo el regalo de Rory. En la fiesta, Rory se encuentra con Paris y Tristan le declara su amor. Cuando Emily le pide que dé unas palabras de agradecimiento, Rory se enfurece con ella. Ya más calmada, Rory le pide a sus abuelos que vayan el día siguiente a su casa en Stars Hollow para la alocada fiesta que Lorelai dará; Emily y Richard asisten y ella descubre cómo es la vida de Lorelai y confirma lo dicho por ésta: que no conoce muy bien a su hija. las chicas Gilmore acaban feliz.
- Datos: Q5640325